# Мађари
Мађари (мађ. magyarok; у историјском контексту називани и Угари или Угри) су угарски народ из групе угро-финских народа, који претежно живи у Мађарској, где чини преко 90% становништва. Стари Мађари су пореклом са Урала, а у Панонску низију су се доселили у 9. веку, где су се мешали са локалним, претежно словенским становништвом, чиме су изгубили своје оригиналне етничке особине. Мађари су претежно Хришћани 75% римокатоличке и протестантске вероисповести, а говоре мађарским језиком, који припада угро-финској групи уралске породице језика.

## Историја

### Порекло Мађара
Сматра се да се прапостојбина Мађара налазила на источној страни Урала, у западној Азији, на подручју где и данас живе такозвани Обски Угари, познати и као Ханти и Манси. Језици којима говоре Обски Угари су најсличнији мађарском језику, а област коју исти насељавају је позната као Југра (име које упадљиво подсећа на назив Угарска). Из своје прапостојбине, Мађари су се прво преселили на западну страну Урала, на подручје познато као Магна Хунгарија. Ту се данас налази Република Башкортостан, која је у саставу Руске Федерације. Са овог подручја се Мађари селе у земљу познату као Леведија (данашња источна Украјина), а одатле у земљу познату као Етелкез (данашња западна Украјина). Коначно, из Етелкеза се у 9. веку пресељавају у Панонску низију.

### Мађари у Панонској низији и средњовековна Угарска
Мађари се први пут појављују на Дунаву у борбама против Грка, као савезници Бугара. Крајем 9. века за њих су знали сви народи средње и источне Европе. 892. године долазе на подручје Дунавске низије као ратни помоћници Франака, а потом и Византије, када их византијски цар Лав VI Мудри позива у помоћ против бугарских напада под вођством Симеона I. У старим српским изворима Мађари су били познати под именом Угри.
Мађари у средњој Европи најпре стварају кнежевину, а потом и краљевину (видети чланак: Краљевина Угарска). Први мађарски (угарски) краљ је био Стефан I, познат и као Свети Стефан (1000—1038). Поред Мађара, који су представљали владајући слој друштва, у средњовековној Краљевини Угарској су живели и други народи - Словени, Власи, Секељи, Саксонци, Кумани, Печенези, Јаси, итд. Мешајући се са Мађарима, ови народи су допринели стварању данашњег мађарског етноса. 1102. године средњовековна Краљевина Хрватска губи самосталност и постаје угарска круновина.
- Краљевина Угарска у 11. веку
- Простирање Белобрдске археолошке културе (10—12. век), настале у периоду словенско-мађарске симбиозе
- Краљевина Угарска у 13. веку

### Османска и хабзбуршка власт
Османским освајањем у 16. веку, Краљевина Угарска губи самосталност и распада се у две државне целине: хабзбуршку Краљевину Угарску - територију Хабзбуршке монархије и Источну угарску краљевину из које ће настати Кнежевина Трансилванија, вазална држава Османског царства. Овом кнежевином је владала мађарска владајућа елита, а велики део њеног становништва су сачињавали Власи, Саксонци и Секељи. Јужни и централни делови средњовековне Краљевине Угарске су дошли под директну османску власт, која је на овом подручју организовала неколико пашалука.
Крајем 17. века, од једног дела Хабзбуршке Краљевине Угарске се издваја засебна држава под називом Кнежевина Горња Угарска, која признаје врховну власт Османског царства. Ова држава је била краткотрајна. Хабзбурзи убрзо истерују Османлије из већег дела Средње Европе и успостављају своју власт над великим делом територија којима је у средњем веку управљала Краљевина Угарска. Кнежевина Трансилванија тада губи своју државност и постаје једна од хабзбуршких територија. На југу Панонске низије Хабзбурзи формирају неколико посебних територија, које нису ушле у састав проширене хабзбуршке Краљевине Угарске.
- Хабзбуршка Краљевина Угарска 1572. године
- Хабзбуршка Краљевина Угарска, Кнежевина Горња Угарска и Кнежевина Трансилванија 1683. године
- Хабзбуршка Краљевина Угарска 1850. године

### Аустроугарски компромис
Након Аустроугарског компромиса из 1867. године, Мађари постају владајући народ у угарском делу двојне монархије. Угарској су између 1860. и 1882. године прикључена и подручја до тада засебних хабзбуршких територија (Кнежевине Трансилваније, Војводства Србије и Тамишког Баната, Краљевине Хрватске, Краљевине Славоније, Војне границе), чиме је њен простор проширен, иако је новостворена Краљевина Хрватска-Славонија задржала аутономију у оквиру Угарске. Мађарски језик је тада заменио латински и немачки као језик администрације у Угарској. У ово доба се један део немађарских народа Угарске асимиловао у Мађаре, чиме се процентуални удео Мађара у Угарској повећао. По подацима из 1840. године, на подручју земаља круне Светог Стефана је било 37% Мађара, док је по подацима из 1910. године проценат говорника мађарског језика у Угарској износио 48%. Остатак становништва Угарске чинили су Румуни, Словаци, Немци, Хрвати, Срби, Малоруси, Словенци, итд. У говорнике мађарског језика је аустроугарска статистика укључила и један број немађара, посебно Јевреја.

### Независна Мађарска и Тријанонски споразум
Распадом Аустроугарске 1918. године, распада се и сама Краљевина Угарска, а њени периферни делови, претежно настањени немађарским народима, улазе у састав новостворених држава Чехословачке, Краљевине Срба, Хрвата и Словенаца, Аустрије, а такође и проширене Краљевине Румуније. У централним деловима подељене Краљевине Угарске, који су претежно били настањени Мађарима, ствара се независна мађарска држава под називом Мађарска Демократска Република. Њу наслеђује Мађарска Совјетска Република, а ову обновљена Мађарска Демократска Република, а потом држава под називом Краљевина Мађарска, која је била само титуларна краљевина без краља.
Тријанонским споразумом из 1920. године, регулисан је статус независне Мађарске државе и одређене су њене границе према суседима. У односу на бившу Краљевину Угарску, нова независна Мађарска је имала за две трећине мању територију. Иако су територије бивше Краљевине Угарске које нису припале независној Мађарској биле претежно настањене немађарским народима, на њима је остао да живи и знатан број Мађара, посебно у пограничним подручјима. Због овога су многи Мађари сматрали да им је тријанонским споразумом учињена неправда.

### Други светски рат
У међуратном периоду је мађарска политика углавном била фокусирана на ревизију Тријанонског споразума, што је делимично и остварила савезом са Хитлеровом Немачком у Другом светском рату. Уз помоћ Немачке, Мађарској су прикључени делови Чехословачке, Румуније и Југославије. На овим подручјима је било како мађарског становништва, тако и немађара. Немачка није подржала максималистичке мађарске захтеве за територијама, тако да је Словачкој била призната независност, део Трансилваније је остао у саставу Румуније, а Банат у саставу Недићеве Србије.

### Социјализам
Након што су Силе Осовине изгубиле рат, Мађарска постаје социјалистичка земља у совјетској сфери утицаја и од номиналне краљевине се званично трансформише у републику. Совјети нису признали мађарска територијална проширења из доба Другог светског рата, тако да је Мађарска враћена у своје предратне границе. У оквиру социјалистичког друштвеног поретка у суседним земљама, Југославији и Румунији, регулисан је аутономни положај тамошњих Мађара. У Југославији је у оквиру аутономне покрајине Војводине Мађарима признат равноправан статус, заједно са другим народима (Србима, Словацима, Румунима, итд), док је у Румунији формирана Мађарска аутономна покрајина, која је убрзо укинута.

## Етничке групе
У оквиру мађарског народа постоји неколико етничких група: Кумани, Јаси, Хајдуци, Палоци, Матјо, Рабакез, Хетеш, Гечеј, Секељи, Чанго, Калотасези. Неке од ових етничких група (Кумани, Јаси, Секељи, итд) су у прошлости били посебни народи који су се асимиловали у Мађаре.

## Бројност Мађара
Мађара данас укупно има око 14.500.000, од тога у Мађарској 9.400.000. Знатан број Мађара живи у суседним земљама: Румунији 1.200.000, Словачкој 458.000, Србији 253.000 и Украјини 156.000. Велик број их живи и у САД 785.000.

## Мађари изван Мађарске
Мађари у Румунији углавном настањују делове Трансилваније, а у окрузима Харгита и Ковасна чине већинско становништво. У периоду између 1952. и 1968. године Мађари су у Румунији имали своју аутономну покрајину, где су чинили око 77% становништва.
У Словачкој Мађари претежно живе у јужном делу земље, близу границе са Мађарском и чине већину становништва у једном броју општина и градова.
У Србији Мађари претежно живе на северу аутономне покрајине Војводине, где чине апсолутну етничку већину у пет општина (Кањижа, Сента, Ада, Бачка Топола, Мали Иђош), а релативну већину у две општине (Бечеј, Чока) и једном граду (Суботица).
У Украјини Мађари углавном живе у Закарпатју, близу границе са Мађарском, где чине већину у једном броју насеља.